# Tramvajový okruh v Praze
Vnitřní tramvajový okruh byl zmíněn jako priorita hlavního města Prahy v koaliční smlouvě koalice Spolu, Pirátské strany a STAN z 15. února 2023. Myšlenka navazuje na dřívější plány na vybudování tangenciálních tramvajových tratí Smíchov–Pankrác (jižní tangenta), Jižní Město–Bohdalec–Želivského (východní tangenta) a Kobylisy–Bohnice–Troja–Dejvice (severní tangenta). Myšlenka tramvajového okruhu je doložena již z března 2017, kdy se opírala o obsah připravovaného Metropolitního plánu. Pirátská strana v září 2022 uvedla, že zamýšlený okruh propojí všechny tratě pražského metra a čtveřici nádraží: Podbaba, Dejvice, Smíchov a Eden (tratě východním směrem, na Kolín a Turnov, křižuje bez přímé návaznosti). K uzavření okruhu podle této zprávy chybí 19 km tramvajových tratí, což je třetina z celkové délky, náklady na jejich dobudování odhadla zpráva na 14 miliard a časový horizont na rok 2035.

## Historie záměru
Zmínka, že město Praha má záměr vybudovat tramvajový okruh, se objevila již v Pražském deníku 21. března 2017. Své tvrzení toto médium opíralo o to, že v připravovaném Metropolitním plánu se počítá s tramvajovými tangentami. Jako první příklad je uvedena jižní tangenta, která má propojit Smíchov a Pankrác přes nový Dvorecký most a Jeremenkovou ulicí. Nadstavbou jižní tangenty má být protažení tramvajové tratě z Michle k Bohdalci. Východní tangenta má vést z Jižního Města přes Spořilov, Vršovice a Želivského a dále po stávajících tratích na Palmovku a do Kobylis. Podle mluvčího IPR Praha je však nejprve nutné vyřešit budoucí podobu území Bohdalce. Severní tangenta má podle plánů IPR vést z Kobylis přes Bohnice a Troju do Dejvic. Přímo termín „okruh“ z návrhu Metropolitního plánu ani vyjádření IPR Praha není citován, úvahy o tramvajovém okruhu či autobusovém okruhu jsou do článku vneseny v podobě citací Ondřeje Matěje Hrubeše, šéfredaktora webu MHD86 (jehož o 5 let později, v únoru 2022, zmiňuje ODS jako člena své rady oblastního sdružení Praha 6 a předsedu místního sdružení). Iniciátorem vzniku nového Metropolitního plánu byl Tomáš Hudeček, od listopadu 2011 náměstek primátora s působností pro územní rozvoj v koalici TOP09 a ODS, od června 2013 primátor Prahy, od ledna 2021 vedoucí Sekce rozvoje města v IPR. Zasadil se o dokončení aktualizace Zásad územního rozvoje hl. m. Prahy (schválena v září 2014) a zahájil aktualizaci Strategického plánu hlavního města Prahy. V letech 2015–2018 tyto záměry v podstatě byly dány k ledu, spojnice Podbaba-Bohnice měla být nahrazena lanovkou.Tehdy byla Praha vedena koalicí ANO, ČSSD a Trojkoalice v čele s primátorkou Adrianou Krnáčovou (ANO), dopravu měl v gesci Petr Dolínek (ČSSD) a územní plán Petra Kolínská (Strana zelených). 
18. června 2018 Adam Zábranský zveřejnil na Fóru Pirátské strany volební program "KF Pha 32/2018 Program - Doprava", ve kterém je tramvajový okruh obsažen. 21. srpna 2018 iDNES.cz uvedla, že všichni kandidáti na primátora (lídři kandidujících stran) podporují rozšiřování infrastruktury pro hromadnou dopravu, u Pirátů je jmenovitě zdůrazněno, že „dokonce přicházejí s myšlenkou tramvajového okruhu“. 17. září 2018 Michal Štěpán za Piráty prezentoval tramvajový okruh na webu Tram-bus.cz.[zdroj?] 21. září 2018 publikoval Pavel Nazarský na Pirátském fóru volební program České pirátské strany pro Prahu 1, v němž je uvedeno, že strana podpoří mimo jiné stavby také tramvajový okruh kolem centra města.
13. září 2022 tramvajový okruh znovu prezentovala jako svůj záměr pro případ úspěchu v komunálních volbách Česká pirátská strana, u příležitosti zahájení stavby Dvoreckého mostu. Údaje o zamýšleném okruhu tisková zpráva vložila do úst garantky pirátského programu v oblasti dopravy Gabriely Lněničkové.
V koaliční smlouvě koalice Spolu, Pirátské strany a STAN z 15. února 2023 je v kapitole Doprava v prvním z pěti bodů uvedeno: „Připravíme studii proveditelnosti tangenciálně-okružní kapacitní kolejové dopravy. Budeme pokračovat v budování tramvajových tratí s prioritou vnitřního tramvajového okruhu.“ Podle nově zvoleného náměstka pro dopravu Zdeňka Hřiba se na detailech koaliční smlouvy mělo pracovat v následujících dvou měsících.
Primátor Bohuslav Svoboda 15. března 2023 v rozhovoru pro Aktuálně.cz na dotaz, zda bude podporovat vznik tramvajového okruhu, uvedl, že má ale jeden problém: „v okamžiku, kdy na něj postavíte moc tramvají, nepojedou, protože budou stát v řadě za sebou“. Také uvedl, že tramvajová doprava má jednu velkou nevýhodu: trvale zabírá určitý úsek silnice. Potvrdil ale, že prodloužení tramvajových úseků je velmi smysluplné a tato doprava je ekonomicky levná, pro lidi příznivá a ve městě má své místo.
17. března 2023 po půlnoci prezentoval pražský radní pro dopravu Zdeněk Hřib na své facebookové stránce mapovou grafiku s logem Pirátské strany, na kterém byla kromě tzv. vnitřního tramvajového okruhu zakreslena i okružní linka metra pod původním označením E. Připomenul, že dokončení tramvajového okruhu prosadili do koaliční smlouvy, a přislíbil, že se na něm bude pracovat.
Na jaře 2025 Zdeněk Hřib v rámci harmonogramu strategických pražských staveb představil městskému zastupitelstvu pokrok v přípravě okruhu. Celkové náklady na dostavbu tramvajového okruhu vyčíslil na cca 16 miliard Kč a dokončení celého okruhu (zbývajících 7 úseků o celkové délce 19 km) předpokládal na rok 2036. 
- Dvorecký most má být dokončen se zpožděním roku 2026, náklady jsou odhadovány na 1,57 miliardy Kč.
- Jižní tramvajová tangenta se má stavět v letech 2029–2031 s náklady 1,7 miliardy.
- Nejhůře na tom s přípravou je východní úsek Záběhlická – Bohdalec – Eden – Vršovická, který je zatím pouze ve fázi územní stabilizace a předpokládá se zpracování nové studie prostřednictvím IPR Praha, náklady jsou odhadovány na 3,5 miliardy korun a zprovoznění na rok 2036.
- pro úsek Kubánské náměstí – Vinohradská (Želivského) rada města připravuje rozhodnutí o zahájení projektové přípravy, harmonogram uvádí výstavbu v letech 2029–2031 a cenu 1,55 miliardy.
- severní tangenta Kobylisy – Bohnice – Troja – Dejvice: úsek Kobylisy – Bohnice je ve fázi projektové přípravy a výstavba je plánována na roky 2028–2030. DPP v roce 2024 tento úsek kvůli připomínkám stáhl z projednávání EIA s tím, že proces proběhne pro celý úsek Kobylisy – Podbaba najednou. Pro problematický úsek Podbaba – Troja (zoo) – Poliklinika Mazurská (Bohnice) se projektová příprava zahajuje, zprovoznění je plánováno na rok 2034 a náklady na 6,5 miliardy korun.[11]